# Asclepiòdot (metge)
Asclepiòdot (en llatí Asclepiodotus, en grec Άσκληπιόδοτος) fou un metge grec expert també en matemàtiques i música. Va viure vers la darrera part del segle v i va ser deixeble de Jacob d'Alexandria. L'enciclopèdia Suides en fa referència.